# Meghan McCain
Meghan Marguerite McCain (Phoenix, 23 ottobre 1984) è una conduttrice televisiva e autrice televisiva statunitense, attualmente co-conduttrice del talk show The View.

## Biografia
Figlia del senatore Repubblicano John McCain (1936-2018) e di sua moglie Cindy Lou Hensley (1954), Meghan si laurea in Storia dell'arte alla Columbia University, cominciando poi la sua carriera come stagista presso la rivista Newsweek e il programma televisivo Saturday Night Live. Il 14 novembre 2016 McCain diventa conduttrice del programma Outnumbered su Fox News, programma che lascia nel settembre del 2017 per passare alla co-conduzione di The View su ABC.

### Prese di posizione
McCain si descrive come "una donna che disprezza etichette, pregiudizi e stereotipi", identificandosi politicamente come una Repubblicana con orientamenti "liberali su temi sociali". Nel 2004, da elettrice indipendente, sostenne John Kerry in occasione delle elezioni presidenziali.
McCain condivide le posizioni di suo padre John in merito al riscaldamento globale, sostenendo politiche ambientaliste e la ricerca sulle cellule staminali. Nonostante qualche dubbio iniziale, ha espresso il suo parere favorevole sulla guerra in Iraq.
McCain si identifica come pro-life, promuovendo tuttavia l'educazione sessuale e la contraccezione, dichiarando che i conservatori che la accusavano di ipocrisia "continuano a parlare di quanto sia profondamente sbagliato l'aborto, ma non amano parlare di quanto sia facile evitare di rimanere incinte".
McCain ha difeso in più occasioni i diritti della comunità LGBT, affermando che la causa della comunità gay per l'uguaglianza è "una delle più vicine al suo cuore", e si dichiara a favore dei matrimoni gay e delle adozioni da parte di coppie dello stesso sesso, partecipando anche alla campagna NOH8. Si è espressa a favore dell'abrogazione della linea politica del Don't ask, don't tell, chiedendo di permettere alle persone apertamente omosessuali e bisessuali di servire nell'esercito degli Stati Uniti.

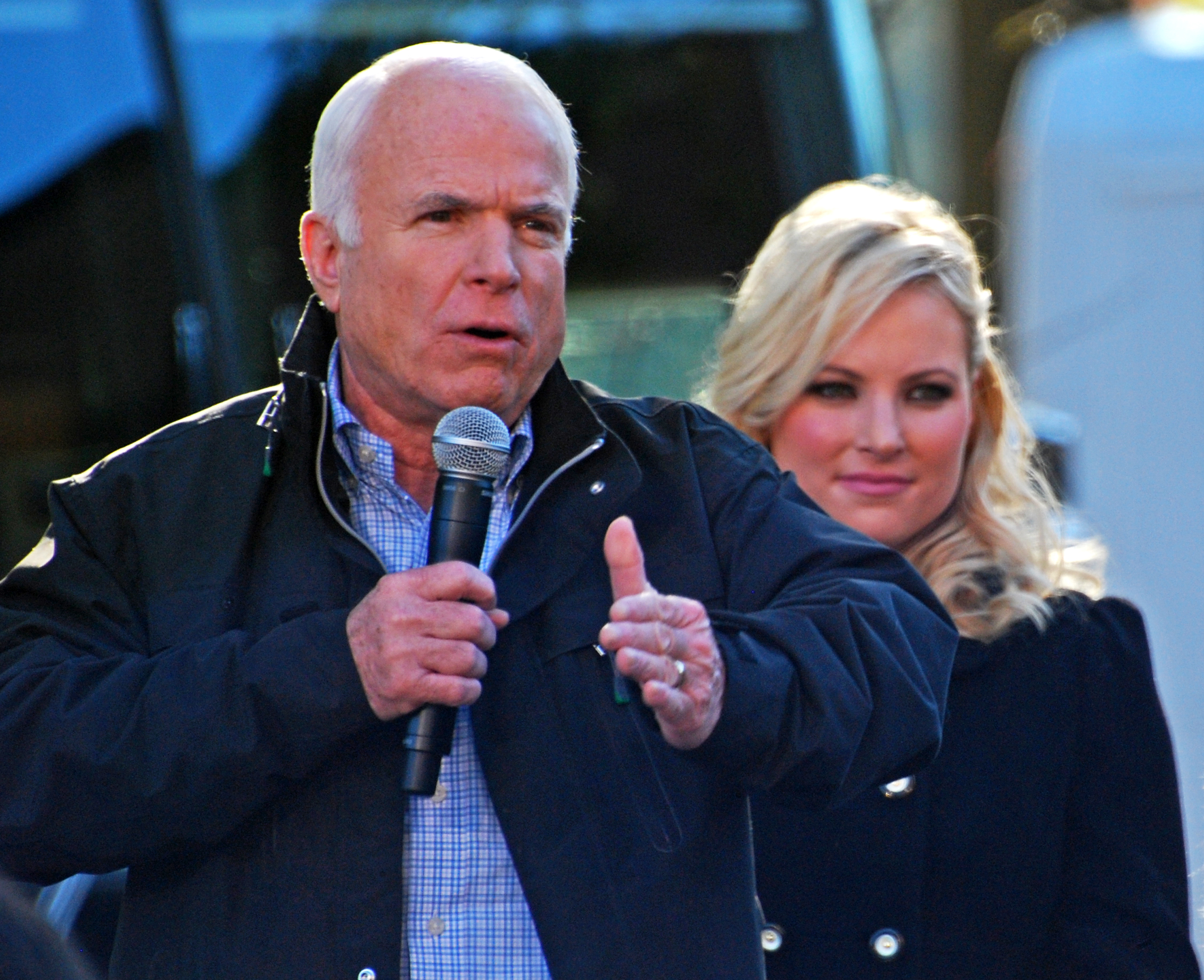
Meghan McCain con suo padre John nel 2008.

Nel 2008, si iscrive al Partito Repubblicano, sostenendo la corsa di suo padre alle elezioni presidenziali e affermando che:
(Meghan McCain)
Il 1º settembre 2018, pochi giorni dopo la morte di John McCain, Meghan ha pronunciato un elogio funebre ai funerali del padre nella cattedrale di Washington. Nel suo elogio, Meghan ha definito la morte di suo padre come "la morte della vera grandezza americana" e, in quello che è stato considerato un duro rimprovero nei confronti di Donald Trump, osservò che:
(Meghan McCain)
In occasione delle elezioni presidenziali del 2020, dichiara di voler votare per il candidato democratico Joe Biden, amico di lunga data di suo padre.

### Vita privata
McCain è sorellastra di Douglas, Andrew e Sidney, figli della prima moglie di John McCain, Carol Shepp, e sorella di John IV, detto Jack, e James, figli di Cindy. Ha inoltre una sorella adottiva, Bridget, adottata dai suoi genitori nel 1991.
Il 21 novembre 2017 Meghan McCain ha sposato lo scrittore e commentatore conservatore Ben Domenech.